# José Estevão Soares
José Estevão Soares (* 1955 in Laclubar, Portugiesisch-Timor) ist ein ehemaliger Aktivist für die Integration Osttimors in Indonesien. Außerdem war er Mitglied der Übergangsparlamente Osttimors während der UN-Verwaltung.
Soares war Beamter in der Verwaltung des seit 1975 von Indonesien besetzten Osttimors. Er war Regierungssprecher und Chef der Abteilung für Öffentlichkeitsarbeit (1993–1997). Später arbeitete Soares für das Koordinierungsgremium für Investments in Osttimor (BKPMD). Außerdem war er 1999 Sekretär der Organisation der Indonesischen Beamten in Osttimor (KORPRI).
1999 war er einer der Gründer des Forum Persatuan Demokrasi dan Keadilan (FPDK), das im Juni mit der Barisan Rakyat Timor Timur (BRTT) zur Vereinigten Front für Osttimor (UNIF) vereinigt wurde, als Dachorganisation der pro-indonesischen Bewegung und Milizen. Als die Indonesier im September 1999 aus Osttimor abzogen, floh Soares nach Denpasar auf Bali, kehrte aber im Oktober 2000 in seine Heimat zurück, die nun unter UN-Verwaltung stand.
Als Vertreter der pro-indonesischen Bewegung wurde Soares Mitglied des National Consultative Council (NCC), der noch im Oktober in den National Council umgewandelt wurde. Der NC fungierte bis Juli 2001 als Übergangsparlament Osttimors.
Seit Juli 2001 war Soares Senior Policy Adviser des Interim-Büros der Empfangs-, Wahrheits- und Versöhnungskommission (CAVR). Am 21. Januar 2002 wurde er zu einem der sieben Kommissare der CAVR vereidigt. Sie sollte die Menschenrechtsverletzungen, die zwischen dem 25. April 1974 und 25. Oktober 1999, in Osttimor, von den verschiedenen Seiten begangen wurden, untersuchen. Am 31. Oktober 2005 übergab die CAVR ihren Bericht, der die Gewalttaten aufarbeiten sollte.